# エマヌエル・ロドリゲス
エマヌエル・ロドリゲス（Emmanuel Rodríguez、1992年8月8日 - ）は、プエルトリコのプロボクサー。マナティー出身。元IBF世界バンタム級王者。

## 来歴

### アマチュア時代
ロドリゲスは当初ボクシングを始める前に野球とサッカー（ポジションはフォワード）をやっており、2006年にボクシングを始めた。ダニエル・サントスの指導を受け、2010年バクーで行われたAIBA世界ユース選手権では銀メダル、シンガポールで開催されたユースオリンピックでは金メダルを獲得している。

### プロ時代
2012年6月1日、プロデビューで初回KO勝ちを収めた。
2014年10月18日、カターノのコリセオ・コスメ・ベイティア・サマノにてマイケル・カタナヘナとWBOラテンアメリカバンタム級王座決定戦を行い、初回1分49秒KO勝ちを収め王座を獲得した。
2015年2月21日、アティーロのコリセオ・フランシスコ・ディーダにて、ガーボル・モーナーと対戦し、2回1分3秒TKO勝ちを収め初防衛に成功した。
2015年5月30日、カターノのコリセオ・コスメ・ベイティア・サマノにてルイス・ヒノホサと対戦し、3回1分4秒KO勝ちを収め2度目の防衛に成功した。
2015年8月22日、ファードのコリセオ・トーマス・ドーンズにてアレックス・ランゲルとWBAフェデラテンバンタム級王座決定戦並びにWBCラテンアメリカバンタム級暫定王座決定戦を行い、7回44秒KO勝ちを収め2つの王座を獲得した。
2015年9月25日、有力マネージャーのアル・ヘイモンと契約。
2015年11月25日、フロリダ州ハイアリアのハイアリアパーク競馬場にてエリエセル・アキーノと対戦し、7回2分44秒TKO勝ちを収めWBAフェデラテン王座とWBCラテンアメリカ王座の初防衛にそれぞれ成功した。
2017年3月4日、バークレイズ・センターにてIBF世界バンタム級3位のオマール・ナルバエスとIBF世界バンタム級挑戦者決定戦を行う予定だったが、何度か延期した末に対戦は実現しなかった。
2017年8月5日、ファハルドのコリセオ・エクエステレ・ムニシパルにてジョバンニ・デルガドと対戦し、4回終了時にデルガドが棄権した為、WBCラテンアメリカ王座の2度目の防衛に成功した。
2018年5月5日、O2アリーナにて、ライアン・バーネットの王座返上に伴うIBF世界バンタム級王座決定戦を、IBF同級4位のポール・バトラーと行う予定だったが、前日計量でバトラーがバンタム級の規定体重である118ポンドを3.3ポンド（約1.5キロ）体重超過の121.3ポンドを計量し、猶予時間内の再計量も放棄して計量失格となった為、ロドリゲスが勝った場合のみ王座獲得となる条件で試合が行われ、12回3-0（120-106×2、118-108）の判定勝ちを収め王座を獲得した。

#### World Boxing Super Series出場
2018年10月20日、アメリカ・オーランドのCFEアリーナで行われたWorld Boxing Super Seriesの1回戦で、IBF同級3位の指名挑戦者ジェイソン・モロニーと対戦し、12回2-1（115-113×2、113-115）の判定勝ちを収めて初防衛に成功し、WBSS準決勝に進出した。
2019年5月18日、SSEハイドロで行われたWorld Boxing Super Series準決勝で、WBA世界バンタム級王者の井上尚弥（大橋）と対戦。2回に3度のダウンを喫し、初黒星となる2回1分19秒TKO負けを喫し、準決勝敗退と同時に2度目の防衛に失敗、王座から陥落した。
2019年11月23日、MGMグランド・ガーデン・アリーナでルイス・ネリとWBC世界バンタム級挑戦者決定戦を行う予定だったが、前日計量でネリが規定体重の118ポンドを1ポンド超える119ポンドを計測。ネリは1時間後の再計量に向けた減量を拒否し、ロドリゲスに違約金を払って試合を行おうと交渉するもロドリゲス陣営が拒否し、試合中止となった。
2020年11月12日、WBC世界バンタム級王者ノルディーヌ・ウバーリにノニト・ドネアが12月12日に挑戦することになっていたが、王者ウバーリが新型コロナウイルスに感染したために、空位となったWBC世界バンタム級王座決定戦でドネアとロドリゲスが対戦することに変更されるが、ドネアも、新型コロナウイルスの検査にて陽性が確認されたため、試合8日前の12月11日にロドリゲスとレイマート・ガバリョでWBC世界バンタム級暫定王座決定戦を行うことに変更されたことが発表された。
2020年12月19日、WBC世界バンタム級暫定王座決定戦にて、レイマート・ガバリョに1-2で判定負けした。だが試合を中継したテレビ実況陣や殆どのファンはロドリゲスの判定勝ちと見ており、試合後に判定は大きく物議を醸すこととなった。試合後ロドリゲス自身も「良い試合だったが、ガバリョが3ラウンド以上取ったことは有り得ない」と即時再戦をWBCに要求し、2021年1月25日にWBCはガバリョとロドリゲスに再戦を行うよう指令した。
2021年8月14日、カリフォルニア州カーソンの ディグニティ・ヘルス・スポーツ・パーク・テニスコートでゲーリー・アントニオ・ラッセルとWBA世界バンタム級挑戦者決定戦を行うが、初回16秒でラッセルの偶然のバッティングでロドリゲスが試合続行不可能となったためノーコンテストとなった。この試合でロドリゲスは63,000ドル（約690万円）、ラッセルは75,000ドル（約830万円）のファイトマネーを稼いだ。
2022年3月25日、クリアカンでロベルト・サンチェス・カントゥと対戦し、3年振りの勝利となる初回2分22秒KO勝ちを収めた。
2022年10月15日、ニューヨークバークレイズ・センターでゲーリー・アントニオ・ラッセルとWBA・IBF世界バンタム級挑戦者決定戦で再戦し、10回2秒3-0（100-90、99-91、99-93）負傷判定勝ちを収め、WBA・IBF王座を保持する井上尚弥への再戦の権利を獲得した。
2023年8月12日、メリーランド州のMGMナショナルハーバーでIBF世界バンタム級王座決定戦を同級3位のメルビン・ロペスと行い、12回3-0（120-105×3）の判定勝ちを収め約4年ぶりに王座に返り咲いた。
2023年10月18日、自身のFacebookにて現役引退を発表したが、3日後の10月21日に引退を撤回し、他団体王者との王座統一戦を行うことを宣言し、Facebookでの現役引退の投稿を削除した。トレーナーのジェイコブ・ナハルによると、WBC世界バンタム級王者のアレハンドロ・サンティアゴとの王座統一戦をIBF側から認められず、代わりに指名挑戦者でIBF世界バンタム級1位の西田凌佑との指名試合を行うよう指示されたことで意気消沈してしまい、勢いで引退表明をしてしまったとのこと。
2024年1月29日、IBF本部でZoomを通じて行われたロドリゲスとIBF世界バンタム級1位の指名挑戦者・西田凌佑との間で行われるIBF世界同級タイトルマッチの入札が行われ、ロドリゲス擁するフレッシュ・プロダクションズ・ボクシングが25万ドル（約3800万円）を提示するが、西田擁する亀田興毅率いる3150FIGHTが30万10ドル（約4600万円）を提示し興行権の落札を許した。ファイトマネーは、王者のロドリゲスが落札額の65％にあたる19万5006ドル（約3000万円）、挑戦者の西田が35％にあたる10万5003ドル（約1600万円）を受け取ることになった。
2024年5月4日、日本のリングに初登場。エディオンアリーナ大阪第一競技場でIBF世界バンタム級タイトルマッチをIBF世界同級1位の指名挑戦者である西田凌佑と行い、4回に西田にダウンを奪われ、12回0-3（112-115×2、110-117）の判定負けを喫し王座から陥落した。
2024年9月17日、IBF世界バンタム級3位のロドリゲスと同級5位のホセ・サラス・レイエスとの間で行われるIBF世界同級挑戦者決定戦の入札が行われ、レイエス擁するマニー・パッキャオ率いるマニー・パッキャオ・プロモーションズが7万6000ドル（約1100万円）を提示するが、ロドリゲスを擁するフレッシュ・プロダクションズ・ボクシングが12万500ドル（約1700万円）を提示して興行権を落札した。ファイトマネーは、ロドリゲスが落札額の60％にあたる7万2300ドル（約1000万円）、レイエスが40％にあたる4万8200ドル（約700万円）を受け取ることになった。
2024年11月9日、プエルトリコのバヤモンでホセ・サラス・レイエスとIBF世界バンタム級挑戦者決定戦を行う予定だったが、ロドリゲスは怪我のため試合を棄権した。

## 戦績
- アマチュアボクシング：128戦 117勝 11敗
- プロボクシング：26戦 22勝 (13KO) 3敗 1無効試合

| 戦           | 日付           | 勝敗 | 時間     | 内容         | 対戦相手                       | 国籍           | 備考                                                       |
| ------------ | -------------- | ---- | -------- | ------------ | ------------------------------ | -------------- | ---------------------------------------------------------- |
| 1            | 2012年6月1日   | ☆    | 1R 2:28  | TKO          | ハソン・アゴスト               | プエルトリコ   | プロデビュー戦                                             |
| 2            | 2012年7月7日   | ☆    | 6R 2:08  | TKO          | ハイメ・ゴンサレス             | プエルトリコ   |                                                            |
| 3            | 2012年8月31日  | ☆    | 6R 2:08  | TKO          | ルイス・オルティス             | プエルトリコ   |                                                            |
| 4            | 2013年4月6日   | ☆    | 6R 2:08  | TKO          | ホセ・ルイス                   | プエルトリコ   |                                                            |
| 5            | 2013年6月22日  | ☆    | 6R       | 判定 3-0     | ラモン・エミリオ・セダノ       | ドミニカ共和国 |                                                            |
| 6            | 2013年8月24日  | ☆    | 3R 0:42  | TKO          | エドワード・バルガス           | ドミニカ共和国 |                                                            |
| 7            | 2013年10月26日 | ☆    | 6R       | 判定 3-0     | フェリペ・リバス               | メキシコ       |                                                            |
| 8            | 2013年12月21日 | ☆    | 8R       | 判定 3-0     | ダビド・キハノ                 | プエルトリコ   |                                                            |
| 9            | 2014年4月5日   | ☆    | 8R       | 判定 3-0     | フェリックス・ペレス           | プエルトリコ   |                                                            |
| 10           | 2014年10月18日 | ☆    | 1R 0:49  | KO           | マイケル・カタナヘナ           | アメリカ合衆国 | WBOラテンアメリカバンタム級王座決定戦                      |
| 11           | 2015年2月21日  | ☆    | 2R 1:03  | TKO          | ガーボル・モーナー             | ハンガリー     | WBOラテンアメリカ防衛1                                     |
| 12           | 2015年5月30日  | ☆    | 3R 1:04  | KO           | ルイス・ヒノホサ               | ドミニカ共和国 | WBOラテンアメリカ防衛2                                     |
| 13           | 2015年8月22日  | ☆    | 7R 0:44  | KO           | アレックス・ランゲル           | メキシコ       | WBAフェデラテン・WBCラテンアメリカ暫定バンタム級王座決定戦 |
| 14           | 2015年11月25日 | ☆    | 7R 2:44  | TKO          | エリエセル・アキーニョ         | ドミニカ共和国 | WBAフェデラテン防衛1・WBCラテンアメリカ防衛1               |
| 15           | 2016年6月3日   | ☆    | 10R      | 判定 3-0     | アルベルト・ゲバラ             | メキシコ       |                                                            |
| 16           | 2017年3月25日  | ☆    | 1R 2:21  | KO           | ロビンソン・ラビナンサ         | チリ           |                                                            |
| 17           | 2017年8月5日   | ☆    | 4R 終了  | TKO          | ジョバンニ・デルガド           | メキシコ       | WBCラテンアメリカ防衛2                                     |
| 18           | 2018年5月5日   | ☆    | 12R      | 判定 3-0     | ポール・バトラー               | イギリス       | IBF世界バンタム級王座決定戦                                |
| 19           | 2018年10月20日 | ☆    | 12R      | 判定 2-1     | ジェイソン・モロニー           | オーストラリア | IBF防衛1 / WBSS1回戦                                       |
| 20           | 2019年5月18日  | ★    | 2R 1:19  | TKO          | 井上尚弥（大橋）               | 日本           | IBF陥落 / WBSS準決勝                                       |
| 21           | 2020年12月19日 | ★    | 12R      | 判定 1-2     | レイマート・ガバリョ           | フィリピン     | WBC世界バンタム級暫定王座決定戦                            |
| 22           | 2021年8月14日  | －   | 1R 0:16  | NC           | ゲーリー・アントニオ・ラッセル | アメリカ合衆国 | WBA世界バンタム級挑戦者決定戦                              |
| 23           | 2022年3月25日  | ☆    | 1R 2:22  | KO           | ロベルト・サンチェス・カントゥ | メキシコ       |                                                            |
| 24           | 2022年10月15日 | ☆    | 11R 0:02 | 負傷判定 3-0 | ゲーリー・アントニオ・ラッセル | アメリカ合衆国 | WBA・IBF世界バンタム級挑戦者決定戦                         |
| 25           | 2023年8月12日  | ☆    | 12R      | 判定 3-0     | メルビン・ロペス               | ニカラグア     | IBF世界バンタム級王座決定戦                                |
| 26           | 2024年5月4日   | ★    | 12R      | 判定 0-3     | 西田凌佑（六島）               | 日本           | IBF陥落                                                    |
| テンプレート |                |      |          |              |                                |                |                                                            |

## 獲得タイトル
- WBOラテンアメリカバンタム級王座
- WBCラテンアメリカバンタム級暫定王座
- WBAフェデラテンバンタム級王座
- WBCラテンアメリカバンタム級王座
- IBF世界バンタム級王座（1期目：防衛1）
- IBF世界バンタム級王座（2期目：防衛0）